# Église Saint-Pierre de Woluwe-Saint-Pierre
 (août 2025).
- Si vous ne connaissez pas le sujet, laissez ce bandeau (vous pouvez alors contacter les auteurs).
- Si vous supprimez le contenu mis en cause (vous pouvez préalablement contacter les auteurs),

argumentez précisément cette suppression dans la page de discussion
(un manque de référence n'est pas un argument ; une recherche réelle de référence doit avoir été effectuée, être formellement documentée).
 (août 2025).
Si vous disposez d'ouvrages ou d'articles de référence ou si vous connaissez des sites web de qualité traitant du thème abordé ici, merci de compléter l'article en donnant les références utiles à sa vérifiabilité et en les liant à la section « Notes et références ».
L'église Saint-Pierre (en néerlandais : Sint-Pieterskerk) est un édifice religieux du XXe siècle, situé au centre de la commune de Woluwe-Saint-Pierre, commune de la partie Est de la ville de Bruxelles. Construite pour remplacer une église plus ancienne (du XVIIIe siècle) elle est le lieu de culte d'une paroisse catholique qui remonte au IXe siècle.

## Histoire
Le premier village sis sur les bords de la Woluwe, affluent de la Senne, a sa paroisse placée sous la protection de Saint-Pierre dès le haut Moyen Âge, sans doute au IXe siècle. Un lieu de culte y est connu.
Une charte de 1164 mentionne, pour la première fois l’église Saint-Pierre. Elle est confiée, avec ses terres environnantes à l’abbaye des moniales bénédictines de Forest. L’église était probablement de style roman et — le village étant modeste — ne comprenait qu’une étroite nef avec clocher attenant. De ce bâtiment subsistent les assises en pierre de taille.
Durant la période trouble des guerres de religion et de la crise iconoclaste, vers 1570, la cure est incendiée et, après la mort de son curé, la paroisse est quasi abandonnée. Le curé du village voisin de Woluwe-Saint-Lambert la dessert régulièrement. La situation perdure plus d’un siècle et demi, avec pour conséquence que les deux paroisses sont quasi intégrées en une seule.
La population a cependant fort augmenté. En 1721 l’archevêque de Malines décide, avec l’accord de l’abbesse de Forest, d’y nommer à nouveau un curé. L’église est délabrée, aussi l’abbesse de Forest décidé d’en construire une nouvelle. Les travaux durent de 1755 (millésime de la pierre d'angle) à 1778. La nouvelle église Saint-Pierre est consacrée par l’archevêque Jean-Henri de Frankenberg le 14 juillet 1778. 
Nouvelle église au XXe siècle : Woluwe-Saint-Pierre, tout en étant encore village a un caractère de plus en plus urbain et s’intégre progressivement à l’agglomération bruxelloise. L’église est trop petite : un arrêté royal de 1935 en permet la reconstruction. Les travaux commencent en 1936. Pour préserver le chœur et le clocher de l’église de 1755 l’axe du nouvel édifice est dessiné à angle droit de l’ancien. Ainsi l’ancien chœur devient une chapelle latérale dans le bas-côté gauche de la nouvelle église.

## Patrimoine
- L'ancien chœur (chapelle latérale) est lambrissé. Les boiseries installées en 1808 proviennent d’un monastère supprimé lors de la révolution française.
- L'autel de bois peint est surmonté d'un tableau attribué à Cornelis Schut (1610-1670), représentant la Sainte Famille avec François d'Assise.
- Deux autres tableaux garnissent les murs de la chapelle: la Délivrance de Saint-Pierre par l'ange (XVIIe siècle) et la Gloire de Saint-Nicolas (XVIIIe siècle).
- Les six vitraux de la nef moderne (qui forme un carré sans colonnes) furent réalisés en 1936 par J.B.Jacobs et représentent tous des scènes liées à la vie du premier apôtre, tels que relatées dans les évangiles et le livre des Actes des Apôtres. Profession de foi et primauté de Pierre. Pierre, appelé par le Christ, tente de marcher sur les eaux. Son reniement. Pierre libéré de prison par l'Ange, et guérissant un infirme au Temple de Jérusalem. Dominant la tribune du fond se trouve un septième vitrail: La pêche miraculeuse.

## Archidiocèse
- Archidiocèse de Malines-Bruxelles
  - Vicariat de Bruxelles
    - Doyenné de Bruxelles Nord-Est
      - Unité pastorale de la Woluwe
        - Paroisse Sainte-Famille (Woluwe-Saint-Lambert)
        - Paroisse Saint-Lambert (Woluwe-Saint-Lambert)
        - Paroisse Saint-Pierre (Woluwe-Saint-Pierre)
        - Paroisse Notre-Dame des Grâces (Woluwe-Saint-Pierre)